# Țuțora
Țuțora est une commune roumaine située dans le județ de Iași.

## Histoire
Țuțora est surtout connue pour deux batailles qui y ont eu lieu en 1595 et en 1620 :
- Bataille de Cecora (1595)
- Bataille de Țuțora .